# Neochauliodes meridionalis
Neochauliodes meridionalis är en insektsart som beskrevs av Van der Weele 1909. Neochauliodes meridionalis ingår i släktet Neochauliodes och familjen Corydalidae. Inga underarter finns listade i Catalogue of Life.